# Castell de Gaziantep
El castell de Gaziantep (en turc, Gaziantep Kalesi) va ser un castell construït originalment per l'Imperi Hitita com un punt d'observació situat dalt d'un turó de Gaziantep (Turquia) i considerablement ampliat durant l'Imperi Romà. Va sofrir greus danys durant els terratrèmols de Turquia i Síria de 2023, i en l'actualitat  es troba tancat al públic.

## Història

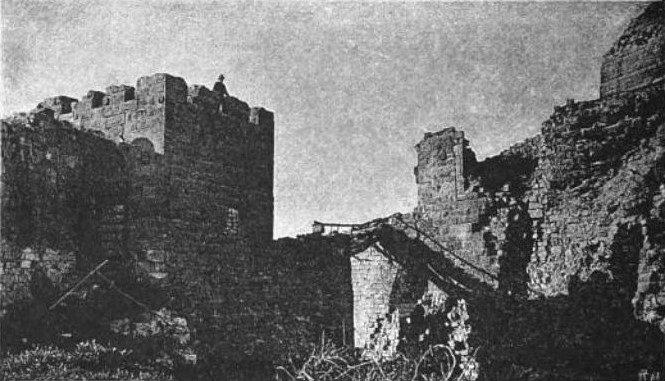
El pont del castell d'Aintab,.

La primera part del castell de Gaziantep va ser construïda durant l'Imperi hitita. Posteriorment va ser ampliat a un castell principal per l'Imperi romà durant el segle ii i el segle iii de la nostra era. Va ser novament ampliat i renovat sota l'emperador Justinià I entre els anys 527 i 565. El castell té una planta circular, amb una circumferència de 1.200 m. Les muralles són de pedra i el castell compta amb 12 torres.
El castell va ser renovat diverses vegades més des de llavors. Es van produir reformes durant la dinastia aiúbida, al segle xii i segle xiii, així com durant l'Imperi otomà. A més, va tenir un paper important durant la guerra d'independència al començament del segle xx.

Actualment, acull el Museu Panoràmic de Defensa i Heroisme de Gaziantep, i periòdicament es projecta un documental sobre la defensa de la ciutat contra les forces franceses després de la caiguda de l'Imperi otomà.
El 6 de febrer del 2023, el castell va patir greus danys a causa d'uns terratrèmols que van afectar particularment Turquia i Síria. Els baluards de l'est i del sud es van esfondrar i les baranes de ferro que circumden el castell també van quedar danyades.